# 마르칸토니오 멤모

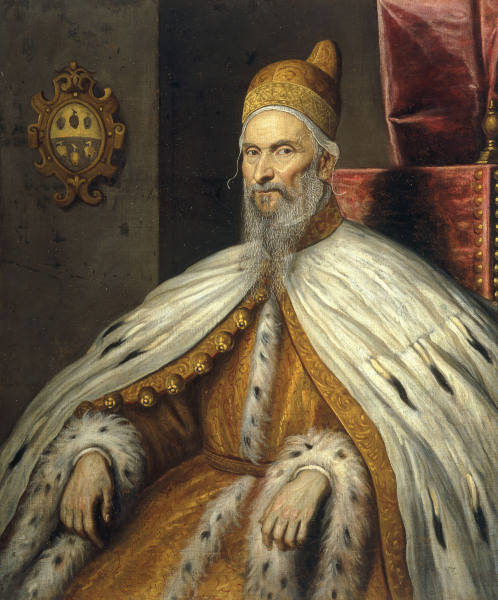
레오나르도 바사노가 그린 마르칸토니오 멤모의 초상

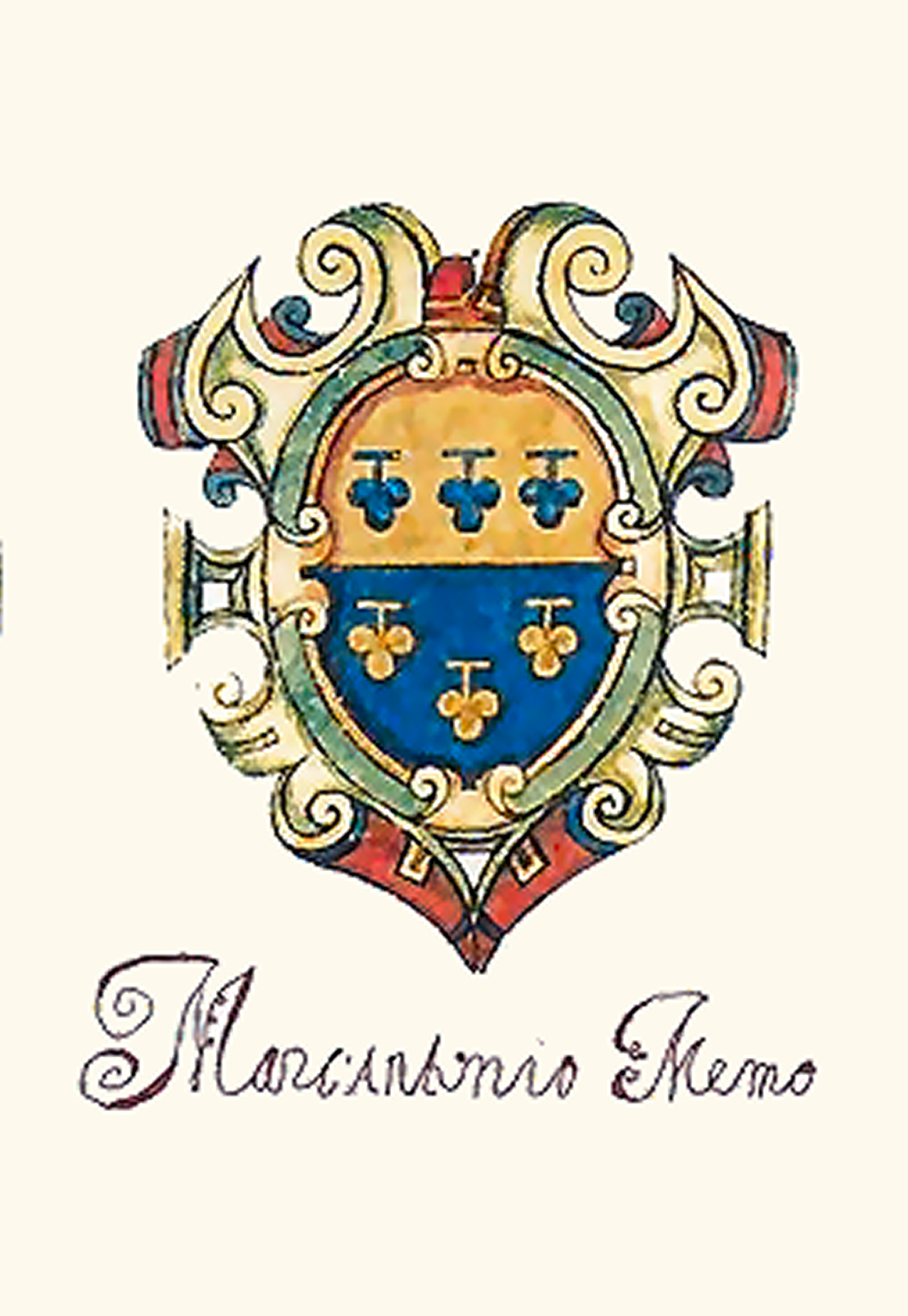
마르칸토니오 멤모의 문장

마르칸토니오 멤모 (Marcantonio Memmo, 1536년 11월 11일 베네치아 – 1615년 10월 31일 베네치아)는 제91대 베네치아 공화국의 도제이며, 1612년 7월 24일부터 사망할 때까지 재임했다.

## 배경, 1536년–1612년
조반니 멤모 (Giovanni Memmo)와 비앙카 사누도 (Bianca Sanudo)의 아들인 그는 중산층 가문에서 태어났다. 그는 상인으로서 사업에 종사하여 그의 세심한 경영을 통해 부를 쌓았다.
저명한 베네치아인이였던 그는 베네치아의 쿠르수스 호노룸을 거쳐, 프로베디토레, 포데스타, 산마르코 대성당의 당가가 되었다. 그는 1606년에 도제가 되기 위한 준비를 했으나, 멤모 가문이 베네치아의 구 귀족 가문들인 "베키에" (vecchie)라는 이유로 도움을 받지 못 하였고 1382년부터 모든 도제들은 베네치아의 신생 귀족 가문들인 "누오베" (nuove)였다. 그럼으로 그는 1606년 선거에서 지원을 얻을 수 없고, 레오나르도 도나토에게 지고 말았다.

## 도제 시절, 1612년–1615년
멤모는 뒤에서 교묘히 움직이기 위해 도나토의 재임 기간을 이용했고, 1612년 7월 16일에 도나토의 사후에 최고조로 활동했다. 1612년 7월 24일 열린 선거에서 멤모는 1차 무기명 투표에서 41표 중에 38를 차지하며 선출되었고, 수 세기 간 도제 자리를 지배해온 누오베 세력들에겐 충격이였다. 커다란 축제가 멤모의 승리를 축하하기 위해 열렸고, 이전의 도제들처럼 그는 베네치아 사람들에게에 비위를 맞추는 방법인 커다란 축제를 사용했다.
멤모의 시기에 일어난 것은 1613년의 우스코치인 해적 침입을 제외하면 기록될만한 것이 적었다. 그는 1615년 10월 31일에 사망했다.

## 참고 사항
이 글은 이탈리아어 위키백과의 해당 글을 바탕으로 했다.